# Sevastopol kommun

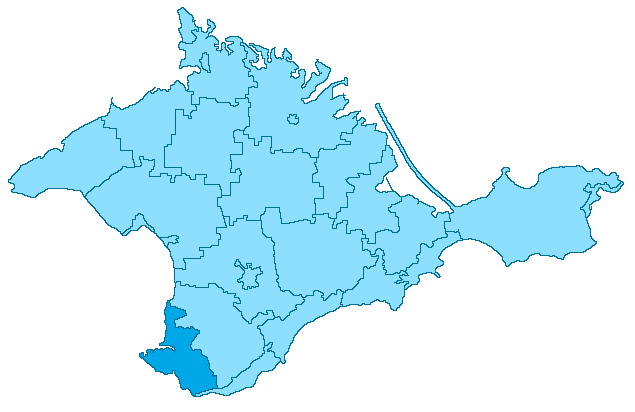
Kommunens läge på en karta över Krimhalvöns administrativa indelning.

Sevastopol är en kommun på halvön Krims sydvästspets. Kommunen är direkt underställd regeringen i Moskva och tillhör således ej den omgivande republiken Krim/autonoma republiken Krim. Utöver staden Sevastopol, som är det administrativa centret, innefattar kommunen även staden Inkerman, den mindre orten Katja samt 29 byar. Kommunen hade 381 234 invånare i början av 2012, på en yta av 864 km².
Kommunen är indelad i fyra distrikt (kallade rajoner men bör särskiljas från de betydligt större administrativa områden som också kallas rajoner och som används i övriga Ukraina): Balaklavskyj (efter Balaklava), Nachimovskyj (efter Pavel Nachimov), Gagarinskyj (efter Jurij Gagarin) och Leninskyj (efter Vladimir Lenin). 